# Tupolev Tu-28
Il Tupolev Tu-28 (in caratteri cirillici Туполев Ту-28, nome in codice NATO Fiddler), conosciuto anche come Tupolev Tu-128, era un caccia intercettore progettato dall'OKB 156 diretto da Andrej Nikolaevič Tupolev e sviluppato in Unione Sovietica tra la fine degli anni cinquanta ed i primi anni sessanta.
Venne progettato con una struttura e dimensioni da bombardiere medio, fattore che lo rende tuttora il più grande aereo da caccia mai costruito ed il più pesante in servizio fino all'introduzione del MiG-31. Circa 200 esemplari vennero costruiti con l'obiettivo di difendere l'immenso territorio sovietico, specie le zone polari, venendo armati con missili Bisnovat R-4 (AA-5 Ash), armamenti esclusivi del caccia della Tupolev.

## Storia

### Sviluppo
Il Tu-28 venne sviluppato per rispondere ad una specifica del comando della difesa aerea emessa nel 1954 con la quale si richiedeva un caccia strategico in grado di intercettare bersagli in volo fino a Mach 2 a 21 000 metri di quota, da impiegarsi soprattutto nelle aree settentrionali dell'Unione Sovietica, dove le postazioni radar e missilistiche erano più rade. Tra i finalisti di questo concorso vi fu anche il Lavochkin La-250 Anakonda, portato in volo per la prima volta il 16 luglio 1956, ma incontrò consistenti problemi di sviluppo che, alla fine del 1958 il programma fu abbandonato.
Il 9 giugno 1960 Semën Alekseevič Lavočkin morì e la divisione aeronautica del suo ufficio tecnico, che si dedicò in seguito al campo missilistico e spaziale, fu chiusa. Il progetto Tupolev, inizialmente indicato come Tu-102, fu definito sotto la guida di S. Eger e I. Nezval', basandosi sull'esperienza acquisita nella realizzazione del Tupolev Tu-98 (Backfin), il bombardiere medio dal quale fu derivato anche il successivo Tupolev Tu-22 (Blinder).
Il progetto prevedeva l'installazione di due turboreattori Dobrynin VD-19 ma sul prototipo, designato Tu-28-80 o Izdelje I, furono montati due Ljul'ka TRD-31. Con quest'impianto propulsivo, il caccia andò in volo per la prima volta il 18 marzo 1961 a Zhukovskij, ai comandi del pilota collaudatore Mikhail V. Koziov e con l'ingegnere K. Malthasyan come navigatore. Alla Giornata dell'Aviazione tenutasi nel luglio 1961 a Mosca-Tuscino furono esibiti in volo due esemplari di pre-serie che ebbero dalla NATO il nome in codice Fiddler (violinista) e furono quasi subito correttamente identificati dagli osservatori occidentali come intercettatori ognitempo a lungo raggio, anche se qualche commentatore dell'evento, date le dimensioni, li ritenne dei bombardieri leggeri supersonici. Le prove di valutazione da parte della VVS cominciarono il 20 marzo 1962 e la macchina aveva denunciato gravi problemi di stabilità direzionale in regime subsonico ed altri problemi, per cui l'entrata in servizio fu rinviata fino all'8 giugno 1965.

#### Produzione
Esistono varie versioni oltre al Tu-128 di base. Il Tu-128 fu seguito dal Tu-128M con motori Ljul'ka AL-7F-4 o AL-21F al posto degli AL-7F-2 con postbruciatore. Per l'addestramento degli equipaggi quattro Tu-128 di serie furono convertiti in Tu-128UT, con un curioso prolungamento del muso, ai quali fecero seguito 10 esemplari nuovi di fabbrica. Vi furono anche esemplari sperimentali come il banco-prova volante per i motori Ljul'ka AL-7F-4G o il Tu-128LL con motori VD-19, nonché versioni e sviluppi rimasti sulla carta, come le rimotorizzazioni con gli RD-19R-2, R-15B-300 ed RD-36-41, il Tu-128B con capacità di attacco al suolo, il Tu-128R da ricognizione e scoperta radar e le famiglie dei Tu-138 e Tu-148 con nuovi e più potenti radar in competizione con i Mig-25 e MiG-31.

### Impiego operativo
Il Tu-128 entrò in servizio nel 1965 e fu utilizzato esclusivamente dall'Unione Sovietica. La produzione, svoltasi tra il 1963 e il 1969 presso la Voronezhskoye aktsionernoye samolyotostroitelnoye obshchestvo (VASO) di Voronež, ha totalizzato 200 esemplari e nel periodo 1983-1990, quando la maggior parte dei reparti di Fiddler aveva già ricevuto i MiG-31, risultavano ancora in servizio 80-90 esemplari nel comando della difesa aerea e 25 nell'aviazione tattica. Soltanto nel 1992, quando erano ormai decisamente obsoleti, furono radiati gli ultimi esemplari, ma si ritiene che alcuni Tu-128 abbiano volato, sia pure in reparti secondari e per compiti diversi da quelli primari, addirittura fino al 1997.

## Varianti
Tu-102
prototipo sperimentale, realizzato in un solo esemplare.
Tu-28P ('Fiddler-A')
prima versione di produzione in serie.
Tu-128 ('Fiddler-B')
versione definitiva di produzione in serie.
Tu-128UT
versione da addestramento, caratterizzata da una seconda cabina di pilotaggio separata posta davanti a quella posizionata sulle versioni di serie e ricavata nella posizione normalmente occupata dal radar. Realizzata in dieci nuovi esemplari più quattro conversioni dai caccia.
Tu-138
progetto di sviluppo, abbandonato in favore di altri modelli.
Tu-148
progetto di sviluppo, abbandonato in favore di altri modelli.

## Utilizzatori
Unione Sovietica
- Protivo-Vozdushnoj Oborony (IA-PVO)